# Leucothoé (fille d'Orchamos)
Pour les articles homonymes, voir Leucothoé.
Dans la mythologie grecque, Leucothoé (du grec  Λευκοθέα /  Leukothéa, « blanche déesse », via le latin Leucothoe) est une mortelle aimée par Hélios ou Phébus (le Soleil).

## Mythe
Sa légende nous est essentiellement connue grâce à Ovide : fille d'Orchamos (un roi Achéménide, septième descendant de la lignée de Bélos) et d'Eurynomé, Hélios tombe amoureux d'elle et pour la séduire, il prend les traits de sa mère, Eurynomé. Clytie, une autre amante du dieu, dénonce par jalousie cette union à Orchamos, qui fait enterrer sa fille vivante. Incapable d'empêcher le châtiment, Hélios change néanmoins Leucothoé en tige d'encens.
Hygin cite aussi Leucothoé, mais la place à Andros (plutôt qu'en Perse) et la rend mère de Thersanor (un Argonaute) par Hélios.